# ギャルソン (漫画)
『ギャルソン』は、原作：城アラキ、作画：ホリエリュウによる日本の漫画作品。集英社『グランドジャンプ』2016年1号（2015年12月2日発売）から2017年10号（2017年4月19日発売）まで連載された。
落ちぶれた元一流レストランに勤めることになった天才ギャルソンを中心に「形なき“サービス”」を描く。作画のホリエは、本作がデビュー作となる。

## あらすじ
都心のレストランを舞台に、「サービスとは何か」を、様々なエピソードを示して伝えている。

## 登場人物

### La Cène（ラ・セーヌ）
青山にある元有名レストラン。店名は「最後の晩餐」の意であることが、作中で語られている。
かつては、「入り口に向かう敷石を踏む音を聞くだけで癒やされる」、「店の名を聞くだけでどんな食通達も沈黙した」と言われた名レストラン。看板シェフが病に倒れてから客足が落ち、赤字を出している。
沢渡 翔（さわたり しょう）：25歳・ギャルソン
斜陽となったレストランを建て直すため、オーナーから派遣されたギャルソン。パリのラッツホテル在籍中に、サービスマンのための競技会の中で世界一権威のあるMSC（メートル・ド・セルヴィスコンクール）で優勝経験あり。
嶋 幸司（しま こうじ）：シェフ
愛称はムッシュ。パリの三つ星レストラン「エスポワール」にいたこともある有名シェフ。ラ・セーヌのシェフだが、1年ほど前に病に倒れ城北大学付属病院外科病棟に入院。最後の一時退院でラ・セーヌの料理を食べることを希望していたが、前日に様態が急変。病室に持ち込んだ伊丹のオニオングラタンスープを一口口に含んだ後逝去。
伊丹 真理（いたみ まり）：25歳・スー・シェフ（副料理長）のちシェフ
嶋が不在のラ・セーヌにおいて唯一の料理人。調理師学校卒業後、フランスに渡るも一年間の下働きに挫折したところを嶋にスカウトされる。酒豪で勝ち気な性格。絶対味覚の持ち主。
クリス 中村（クリス なかむら）：22歳・料理人見習い
星付きフランスレストランにも卸をしている有名なケーキ屋「パティスリー・コラン」でパティシエ見習いをしていたが、菓子職人になることをあきらめてラ・セーヌで見習いとして働く。パティシエも兼任している。
篠山 勇一（ささやま ゆういち）：65歳・バーテンダー
純心女子大学で英文学を教えていたが、首になったところを嶋にスカウトされる。
鹿山 章（かやま しょう）：35歳・ソムリエ
ブルゴーニュの神と言われた醸造家ジャン・テモールを師匠とする。
片瀬 広（かたせ ひろし）：40歳・フロアチーフ
ホテル・TOKYOに20年間勤務していた。ドアマン、フロントを経てレストランに配属されているときに嶋にスカウトされる。
菊谷 リナ（きくや リナ）：20歳・ウェイター
高校生時代、嶋がまかない料理を食べさせてくれたことがきっかけとなり、大学を中退してラ・セーヌに就職。母方の祖父は会社社長で自宅は田園調布の旧家。
村木 誠（むらき まこと）：45歳・やとわれ店長
元銀行マン。私生活では4、5人の子どもがいる。
岡田 玲子（おかだ れいこ）：30代・オーナー
父の死後、オーナーを引き継ぐ。
山本 元気（やまもと もとき）：フロア
スタッフ募集を知ってラ・セーヌに入った専門学校出たての新人。父は「洋食モトキ（閉店）」の元シェフ。祖父はモト・ビルディング（不動産会社）会長の山本巌。洋食モトキは巌が店を開いたが、元気の父がシェフをしていたころ、レストランより投機の方が儲かったので閉店した。しかし、バブルがはじけたため、父は自殺。そのときの不良債権を巌が活用してモト・ビルディングを設立した。

## 書誌情報
- 城アラキ（原作）・ホリエリュウ（作画） 『ギャルソン』 集英社〈ヤングジャンプ・コミックス〉、全5巻
  1. 2016年5月19日発売[7]、ISBN 978-4-08-890452-8
  2. 2016年9月16日発売[8]、ISBN 978-4-08-890487-0
  3. 2016年12月19日発売[9]、ISBN 978-4-08-890527-3
  4. 2017年3月17日発売[10]、ISBN 978-4-08-890618-8
  5. 2017年6月19日発売[11]、ISBN 978-4-08-890695-9